# Bahna
Bahna település Romániában, Moldvában, Neamț megyében.

## Fekvése
Karácsonkőtől délkeletre fekvő település.

## Leírása
Bahna községközpont, 7 település: Arămești, Băhnișoara, Broșteni, Izvoare, Liliac, Țuțcanii din Deal ésȚuțcanii din Vale tartozik hozzá.
A 2002 évi népszámláláskor 3723 lakosából 3497 román, 1 magyar, 225 cigány volt. Ebből 3718 ortodox, 5 római katolikus volt.
2007-ben 3681 lakosa volt.